# 星官
星官是中國古代對恆星分組的方式，古时通星坐或星座，其名稱通常是由星群排列的特徵來聯想附會。直到民国初年，“星座”一词逐渐转变为对西方天文学星座的称谓。
相較於現代天文學的星座，星官的各自範圍較小、數量較多，因此中國古代天文學家又將星官劃分為三垣和二十八宿等較大的區域。
《步天歌》中記載有星官283個，明代末期則參考歐洲天文學的數據增補了近南極星區的星官23個。

## 劃分
中國星官的劃分現在主要是使用三垣二十八宿，而在這之前最早可能是將星象分成東西南北四區，也就是四獸、四維或四象等等，但也有如高魯《星象統箋》一書認為三垣出現最早，其次才出現四維，再來才出現二十八宿，而《文獻通考》則認為三垣出現的時間比二十八宿早，至於陳遵媯則在其著作中認為四維（四象）出現較早，而後分為二十八宿，而三垣則最後，並指出三垣之名在隋朝元丹子的《步天歌》才出現，三垣二十八宿的形制也是在此形成並沿用:1,3,25
而在《史記·天官書》裡，星象分為中、東、西、南、北等五官，中官是北極，裡頭有太一、天一與陰德，東官則是蒼龍，南官則是朱鳥，其旁邊有黃龍，而西官是白虎，北官是玄武:2。而在《晉書·天文志》裡，則將赤道以南的星列為外官，以北則是中官，《隋書·天文志》則改以二十八宿為界，遂形成由四獸、中官與外官構成六大區的分類體系。而除了這種分法之外，也有用五獸、中官、外官的七區分法，或是由北斗七星加上四象的「五七」與中、外官構成的七區分法，此外還有九野（九天）與中、外官構成的十一區分法:3

## 星官星數一覽
下表所列三垣二十八宿星座、星數以丹元子《步天歌》為準，近南極星座、星數以《儀象考成續編》為準。
| 星區       | 星官數 | 星數 |
| ---------- | ------ | ---- |
| 三垣       | 76     | 328  |
| 東方七宿   | 46     | 186  |
| 北方七宿   | 65     | 408  |
| 西方七宿   | 54     | 297  |
| 南方七宿   | 42     | 245  |
| 近南極星區 | 23     | 130  |
| 總計       | 306    | 1764 |

### 引用
1. 1 2  歐陽亮.  (PDF). 臺北星空. 2021年3月, (100): 39–44  [2023-06-29]. （原始内容存档 (PDF)于2023-06-29）.
2. 1 2 3  . 第二冊「星象編」.